# Montevideo Wanderers

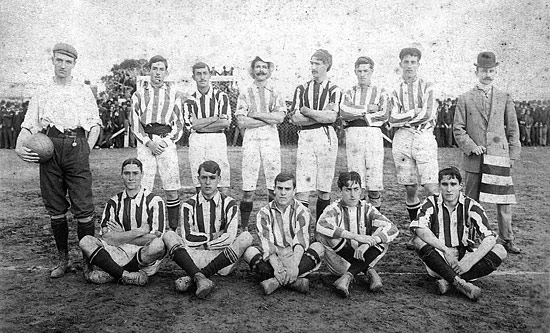
Meistermannschaft von 1906

Der Montevideo Wanderers Fútbol Club, kurz Wanderers, (Spitzname: Bohemios) ist ein Fußballverein aus Montevideo in Uruguay.
Ihre Heimspiele tragen die im montevideanischen Barrio Prado beheimateten Wanderers, deren Sitz sich in der Avenida Agraciada 2871 befindet, im Estadio Viera aus.

## Geschichte

### Die ersten beiden Jahrzehnte
Die im Schatten der sportlich und wirtschaftlich einflussreichen Rivalen Nacional und Peñarol stehenden Wanderers wurden am 15. August 1902 gegründet. Kurz nach der Gründung wurden die ursprünglichen Vereinsfarben blau und weiß als Zeichen der Verbundenheit mit dem argentinischen Verein Estudiantes de Buenos Aires in dessen Farben schwarz und weiß geändert. Sie sind bis heute die Vereinsfarben der Wanderers. Der Name des Vereins ist auf die Brüder Enrique und Juan Sardeson, um die herum der Verein entstand, zurückzuführen, die ihn nach einer England-Reise wählten.
Die Mannschaft, die das erste Spiel für den Verein überhaupt bestritt, setzte sich aus den folgenden Spielern zusammen: Enrique Sardeson, Miguel Aphesteguy, Rafael Sardeson, Luis Carvalho Alvarez, Oscar Tálice, José A. Nicolich, R. Miguelerena, Juan Sardeson, H. Ortiz Garzón, Alfredo Viera, Federico Canfield.
Direkt in den ersten beiden Jahrzehnten ihres Bestehens feierten die Wanderers große Erfolge. So wurde man in den Jahren 1906 und 1909 jeweils Uruguayischer Meister. 1908 und 1910 gewann man die Copa de Honor. Die Mannschaft entschied in den Jahren 1906, 1908, 1911, 1917, 1918 und somit fünfmal die Copa Competencia zu Gunsten des Klubs. Zudem siegte der Verein 1911, 1917 und 1918 in der Copa Competencia Chevallier Boutell.
Die Stammelf der ersten Meisterschaft setzte sich dabei aus den folgenden Spielern zusammen:

Cayetano Saporiti, Miguel Aphesteguy, Juan Carlos Bertone, Francisco Branda, Juan Sardeson, Luis Piñeyro Carve, Rafael de Miquelerena, Gilberto Peralta, Alberto Zumarán, Carvalho Alvarez und Cándido Hernández Bentancour
1909 bildeten diese Spieler den Stamm der Meistermannschaft:

Saporiti; Miguel Aphesteguy, Bertone; Parravicini, Martín Aphesteguy, Arturo López; de Miquelerena oder R. Buck; Goldmishth, Luis Quaglia, Zumarán und Reba Gliatte

### 1920er Jahre
1922 wurden die Bohemios uruguayischer Vizemeister, als seitens der AUF Nacional vorzeitig zum Meister erklärt wurde. In den nächsten Saisons im von der Federación Uruguaya de Football ausgerichteten Campeonato Uruguayo de la Federación Uruguaya de Football antretend, wurde die von Domingo Tejera als Kapitän geführte Mannschaft 1923 Meister und 1924 Vize-Meister. 1924 steht zudem der Gewinn der Copa Río de La Plata zu Buche. 1931 sicherten sich die mittlerweile wieder unter dem Dach der AUF spielenden Wanderers den uruguayischen Meistertitel.

### Folgezeit (Auszug)
Die Wanderers gehören seit Einführung des Profifußballs in Uruguay im Jahre 1932 zu den „Dauerbrennern“ der Primera División. Mit 71 Jahren Zugehörigkeit (Stand: Abschluss der Saison 2011/12) zur höchsten uruguayischen Spielklasse wird man nur von den beiden dominierenden Clubs Nacional und Peñarol (jeweils 81 Jahre und damit durchgehend) sowie Defensor Sporting (79 Jahre) übertroffen. Man zählt auch bezogen auf die Punktausbeute zu den erfolgreichsten Mannschaften Uruguays. In der Ewigen Tabelle der Primera División belegte man nach Abschluss der Spielzeit 2011/12 den vierten Rang.
Unterbrochen wurde die Erstligapräsenz zuletzt durch den Abstieg im Jahre 1998. Mit der Zweitligameisterschaft des Jahres 2000 kehrte die zu jener Zeit von Daniel Carreño trainierte Mannschaft jedoch alsbald in die Primera División zurück.
Am 12. Dezember 2011 übernahm Alfredo Arias, der bis dahin als Trainer der Nachwuchsmannschaft (Quinta) der Montevideaner tätig gewesen und bereits als Spieler 1977 und von 1979 bis 1983 für den Klub aktiv war, das Traineramt von Carreño. Er unterzeichnete einen Einjahresvertrag. Ihm stand als Co-Trainer der ehemalige Wanderers-Spieler Vicente Estavillo zur Seite. Das Trainerteam wurde von Ignacio Berriel komplettiert. Mit einem sechsten Tabellenplatz in der Spielzeit 2012/13 qualifizierten sich die Wanderers für die Copa Sudamericana 2013. In der Saison 2013/14 belegte man nach der Apertura den 4. Tabellenplatz. Die Clausura 2014 beendete man sodann als Tabellenerster. Auch in der Jahresgesamttabelle rangierte man nach Abschluss der Hin- und Rückserie auf dem 1. Platz. Damit spielten die Wanderers bereits vor den nachfolgenden Meisterschaftsentscheidungsspielen gegen den Apertura-Sieger Danubio bereits zu jenem Zeitpunkt die erfolgreichste Saison der Vereinsgeschichte seit Einführung des Profifußballs in Uruguay. Zudem trat man mit einer der jüngsten Mannschaften in der Meisterschaftsrunde an. Im sodann am 25. Mai 2014 ausgespielten Halbfinale gegen Danubio unterlagen die Wanderers mit 0:3. Damit kam es schließlich zu zwei die Meisterschaft 2013/14 entscheidenden Finalspielen. Nachdem das erste Finale am 3. Juni 2014 im Estadio Luis Franzini 0:0-Unentschieden endete, verloren die Wanderers das zweite, von vier Platzverweisen begleitete Finalspiel am 8. Juni 2014 im Gran Parque Central schließlich nach Elfmeterschießen, nachdem es 2:2 nach Verlängerung gestanden hatte. Somit wurden die Wanderers lediglich Vizemeister.
Die nachfolgende Spielzeit 2014/15 beendete man lediglich als 11. der Jahresgesamttabelle. Allerdings stellte man in der Copa Libertadores 2015 die erfolgreichste uruguayische Mannschaft und stieß bis ins Achtelfinale vor. Dort scheiterte man am Racing Club aus Argentinien. Am 14. Juni 2015 wurde sodann vermeldet, dass Trainer Alfredo Arias und sein zu diesem Zeitpunkt aus Nacho Berriel und Samantha Rodríguez bestehendes Team die Zusammenarbeit mit dem Klub nach rund vier Jahren Tätigkeit nicht fortsetzen werden. Die Saison 2015/16 schloss man als 5. der Gesamttabelle ab.

### Teilnahmen an der Copa Libertadores
Mehrmals nahm der Verein auch an internationalen Wettbewerben teil. 1975 qualifizierte man sich erstmals für die Copa Libertadores. Nachdem man dort bei vorherigen Teilnahmen (1983, 1986, 1988) in der Gruppenphase zu Beginn scheiterte, stieß man im Rahmen des Wettbewerbs des Jahres 2002 in die zweite Runde vor. Im Achtelfinale unterlagen sie Peñarol im Elfmeterschießen mit 0:3, nachdem Hin- und Rückspiel jeweils 2:2 ausgegangen waren.

## Erfolge
- Uruguayischer Meister (Amateurliga): 1906, 1909, (1923), 1931
- Uruguayischer Vizemeister (Profiliga): 1980, 1985, 2013/14
- Uruguayischer Meister der Zweiten Liga: 1952, 1962, 1972, 2000
- Copa de Honor: 1908, 1910
- Torneo Competencia: 1987, 1990
- Copa Competencia: 1906, 1908, 1911, 1917, 1918
- Copa Competencia Chevallier Boutell: 1911, 1917, 1918
- Liguilla Pre-Libertadores de América: 1987, 2001
- Torneo Confraternidad Capital-Interior: 1977
- Torneo 75 Aniversario der Nationalen Sportkommission: 1986

## Trainerhistorie
- 1. Januar 1985 bis 31. Dezember 1985: Óscar Tabárez
- 1. Januar 1987 bis 31. Dezember 1987: Gregorio Pérez
- 1. Juli 1997 bis 30. Juni 1999: Miguel Falero
- 1. Juli 1999 bis 31. Dezember 2001: José Daniel Carreño[18]
- 1. Januar 2002 bis 20. Mai 2002: Santiago Ostolaza
- 1. Januar 2005 bis 31. Dezember 2006: José Daniel Carreño
- 1. Januar 2007 bis 11. Juni 2007: Diego Aguirre[19]
- 1. Juli 2007 bis 15. April 2008: Jorge Miguel Goncalves
- 1. Januar 2009 bis 31. Dezember 2009: Salvador Capitano
- 1. Januar 2010 bis 15. März 2010: José Alberto Rossi
- 3. März 2010 bis 31. Dezember 2011: José Daniel Carreño[20]
- 12. Dezember 2011 bis 14. Juni 2015: Alfredo Arias
- 1. Juli 2015 bis 31. Dezember 2016: Gastón Machado[21]
- 1. Januar 2017 bis 31. Dezember 2017: Jorge Giordano
- 1. Januar 2018 bis 31. Dezember 2018: Eduardo Espinel
- 1. Januar 2019 bis 1. September 2019: Román Cuello
- 2. September 2019 bis 31. Dezember 2019: Alfredo Arias
- 1. Januar 2020 bis 12. Oktober 2020: Mauricio Larriera
- seit 12. Oktober 2020: José Daniel Carreño[22]

## Liste der bisherigen Präsidenten
| - 1902–1903: Juan Sardeson - 1904–1904: Horacio Tráppani - 1905–1905: Enrique Sardeson - 1906–1907: Miguel Aphesteguy - 1908–1908: Américo Pedragosa Sierra - 1909–1910: Alfredo Le Blas - 1911–1911: Américo Pedragosa Sierra - 1912–1912: Héctor Ortiz Garzón - 1913–1914: Alfredo Víctor Viera - 1915–1919: Héctor Rivadavia Gómez - 1920–1922: Abel Zamora - 1923–1923: Héctor Rivadavia Gómez - 1923–1924: Luis Alberto Fernández Gastelú (FUF) - 1924–1925: Jaime Calafat - 1926–1930: Alfredo Víctor Viera - 1931–1932: Luis Fernández Gastelú - 1933–1935: Carlos Bastos - 1936–1938: Juan Ferrando - 1939–1940: Juan Ponce de León - 1941–1941: Luis Castagnola - 1942–1943: Luis Fernández Gastelú - 1944–1945: Alberto Belbussi |  | - 1946–1946: Rodolfo Viera - 1947–1948: Eduardo Cuneo - 1949–1950: Esteban Bacigalupi - 1951–1952: Luis Fernández Gastelú - 1953–1953: Fernando Fariña - 1954–1960: Luis Alberto Castagnola - 1961–1964: Walter Lanfranco - 1965–1965: Nicolás Algorta - 1966–1966: Ulises Morassi - 1967–1968: Raúl Ponce de León - 1969–1970: Hugo Castagnola - 1971–1984: Mateo Giri - 1985–1986: Héctor Pirez - 1987–1988: Ramón Méndez - 1989–1990: Walter Lanfranco - 1991–1994: Hugo Castagnola - 1995–1996: Alberto Rey - 1997–1998: Carlos Maresca - 1999–2006: Walter Devoto - 2007–2008: Alvaro Ezcurra - 2008–2010: Guillermo Raggio - 2011–2014: Raúl Aguerrebere |  | - 2014–2016: Fernando Nopitsch - 2016–2018: Jorge Nin Bastón - 2018–2022: Gabriel Tato Blanco - 2022–2024: Fernando Nopitsch |

## Ehemalige Spieler
- Jorge Barrios
- Pablo Bengoechea
- Mauro Camoranesi
- Guillermo Escalada
- Álvaro Fernández
- Lorenzo Fernández
- Enzo Francescoli
- Marcão
- Fernando Muslera
- Andrés Scotti
- Obdulio Varela
- Líber Vespa